# Sant'Omobono Terme
Sant'Omobono Terme (previously Sant'Omobono Imagna) là một đô thị ở tỉnh Bergamo trong vùng Lombardia của nước Ý, có vị trí cách khoảng 50 km về phía đông bắc của Milano và khoảng 15 km về phía tây bắc của Bergamo. Tại thời điểm ngày 31 tháng 12 năm 2004, đô thị này có dân số 3.417 người và diện tích là 10,8 km².
Sant'Omobono Imagna giáp các đô thị: Bedulita, Berbenno, Brembilla, Corna Imagna, Costa Valle Imagna, Roncola, Rota d'Imagna, Valsecca.